# Gouvernement Pierlot V
Royaume de Belgique
Pierlot IV (exil) Pierlot VI
Le gouvernement Pierlot V était un gouvernement belge d'union nationale, formé après la libération du pays durant la Seconde Guerre mondiale ; il gouverne du 26 septembre 1944 au 12 décembre 1944.  
Le nouveau gouvernement d'Hubert Pierlot, formé peu après le retour à Bruxelles du gouvernement de Londres, est composée d'une équipe renouvelée et étendue. De nombreuses personnalités ayant vécu la Seconde Guerre mondiale en Belgique occupée, comme Achille Van Acker, rejoignent l'exécutif ; trois ministres communistes rejoignent également le gouvernement, en hommage au rôle joué par le PCB dans la Résistance. 
Le Front de l'indépendance (FI), principale organisation de la Résistance, suscite très vite l'inquiétude de Pierlot : l'organisation est en effet largement composés de communistes qui souhaitent se faire entendre après le rôle qu'ils ont joué dans la résistance à l'Occupant. Pierlot ordonne début octobre le désarmement de la Résistance. Si certaines organisations s'exécutent, ce n'est pas le cas du FI. En signe de solidarité, les ministres communistes quittent le gouvernement le 16 novembre. Une manifestation organisée à Bruxelles par le FI dégénère, le cortège essayant d'atteindre le Parlement ; la police réprime lourdement les manifestants. Winston Churchill craindra même un coup d'État communiste en Belgique. Finalement, le FI finit par rendre les armes.

## Composition
| Ministère                                                 | Nom                             | Parti            |
| --------------------------------------------------------- | ------------------------------- | ---------------- |
| Premier ministre                                          | Hubert Pierlot                  | Parti Catholique |
| Ministre des Affaires étrangères et du Commerce extérieur | Paul-Henri Spaak                | POB              |
| Ministre de la Justice                                    | Maurice Verbaet                 | Parti Catholique |
| Ministre de l'Intérieur                                   | Edmond Ronse                    | Parti catholique |
| Ministre de la Santé publique *                           | Albert Marteaux                 | PCB              |
| Ministre de l'Instruction publique                        | Victor de Laveleye              | Parti libéral    |
| Ministre des Finances                                     | Camille Gutt                    | technicien       |
| Ministre de l'Agriculture                                 | Henri de la Barre d'Erquelinnes | Parti catholique |
| Ministre des Travaux publics                              | Herman Vos                      | POB              |
| Ministre des Affaires économiques                         | Jules Delruelle                 | technicien       |
| Ministre du Travail et de la Prévoyance sociale           | Achille van Acker               | POB              |
| Ministre des Communications                               | Ernest Rongvaux                 | POB              |
| Ministre de la Défense nationale                          | Fernand Demets                  | Parti libéral    |
| Ministre des Colonies                                     | Albert de Vleeschauwer          | Parti catholique |
| Ministre du Ravitaillement                                | Léon Delsinne                   | technicien       |
| Ministre sans Portefeuille                                | August De Schryver              | Parti catholique |
| Ministre sans Portefeuille                                | Charles De Visscher             | technicien       |
| Ministre sans Portefeuille *                              | Raymond Dispy                   | PCB              |
| Ministre sans Portefeuille *                              | Fernand Demany                  | PCB              |

- Le 16 novembre 1944, les trois ministres du PCB démissionnent.